# 羅布崎
羅布崎（Lobuche）是尼泊爾萨加玛塔专区索卢昆布县的一个城镇。该地海拔約4910公尺。

羅布崎
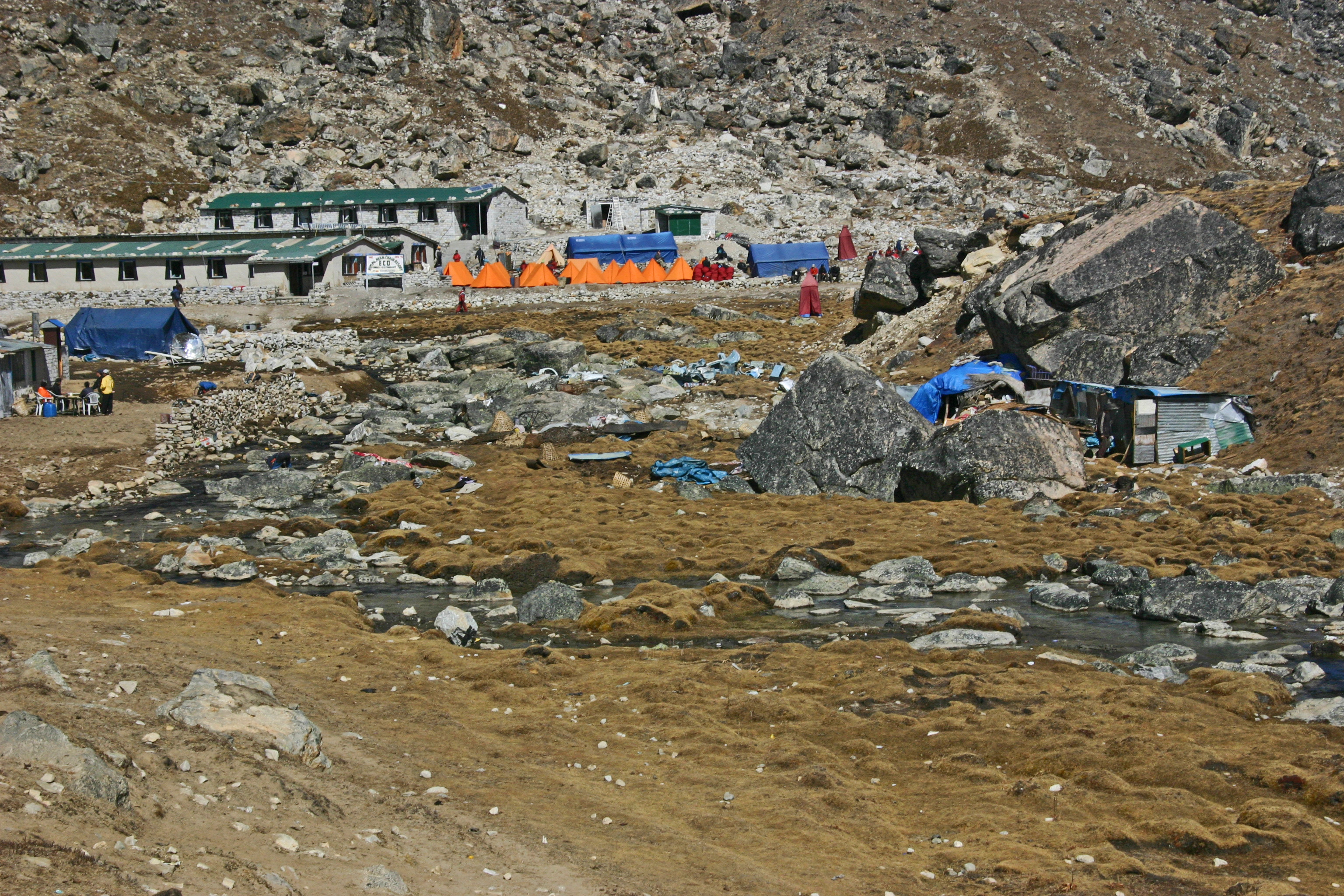
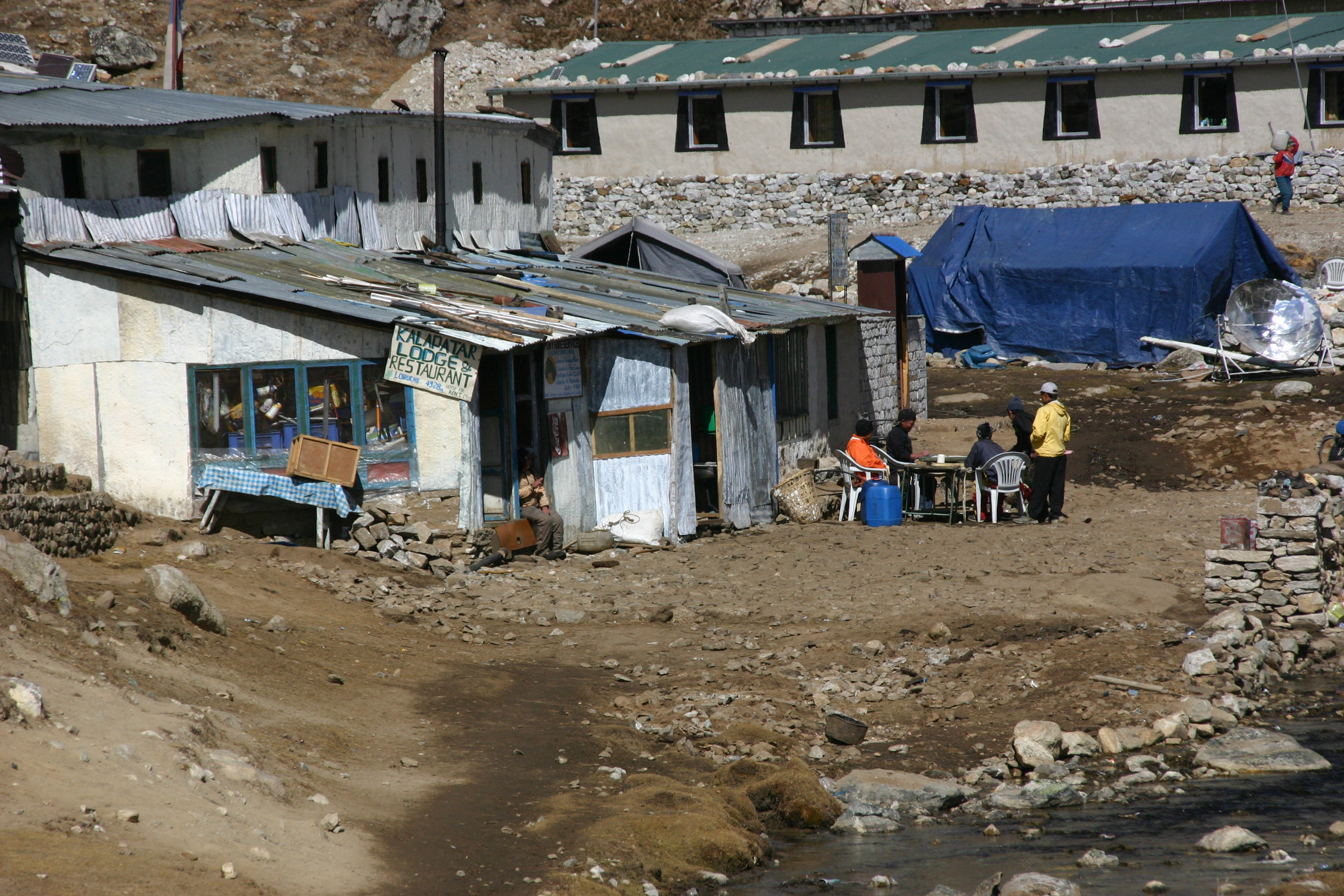
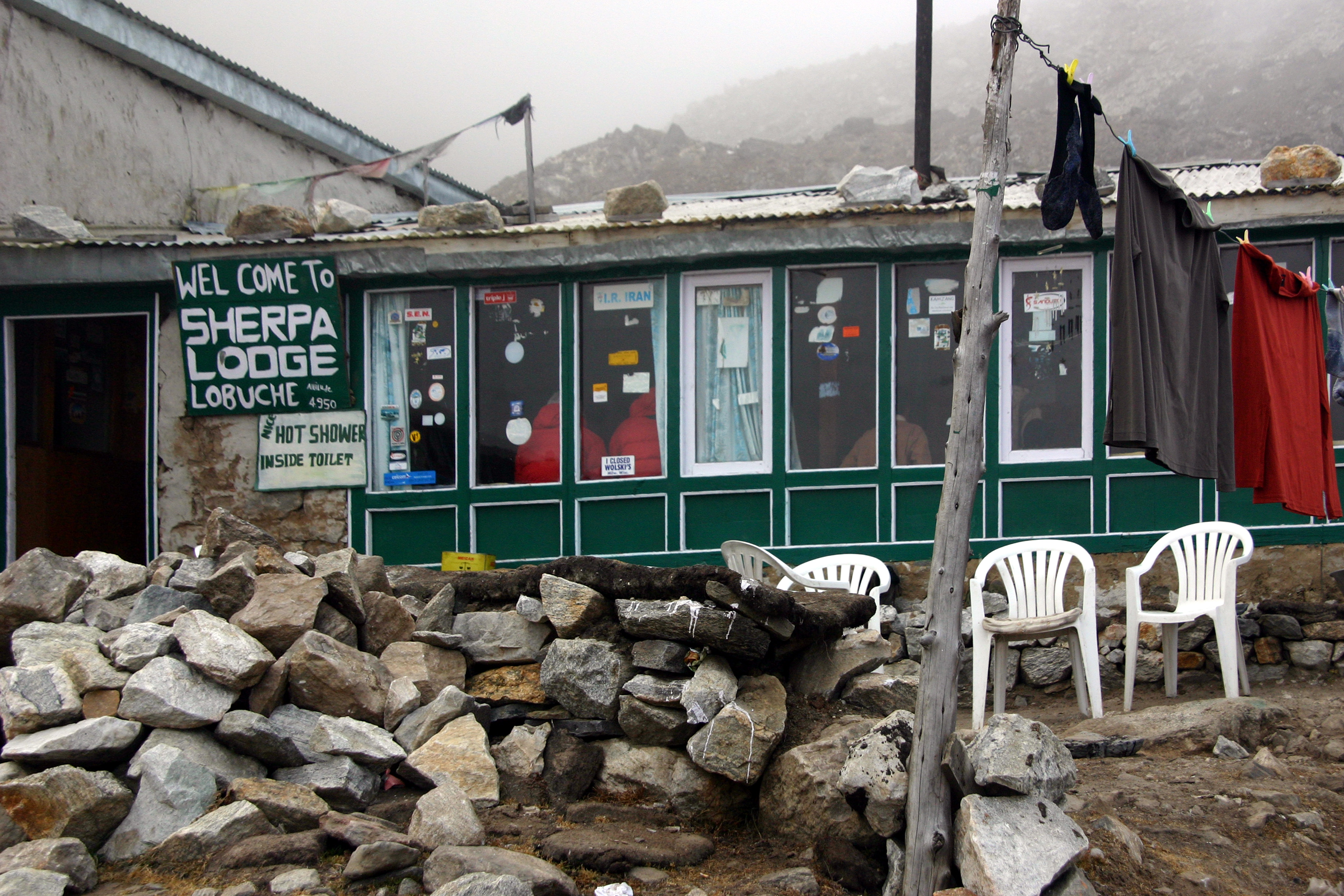
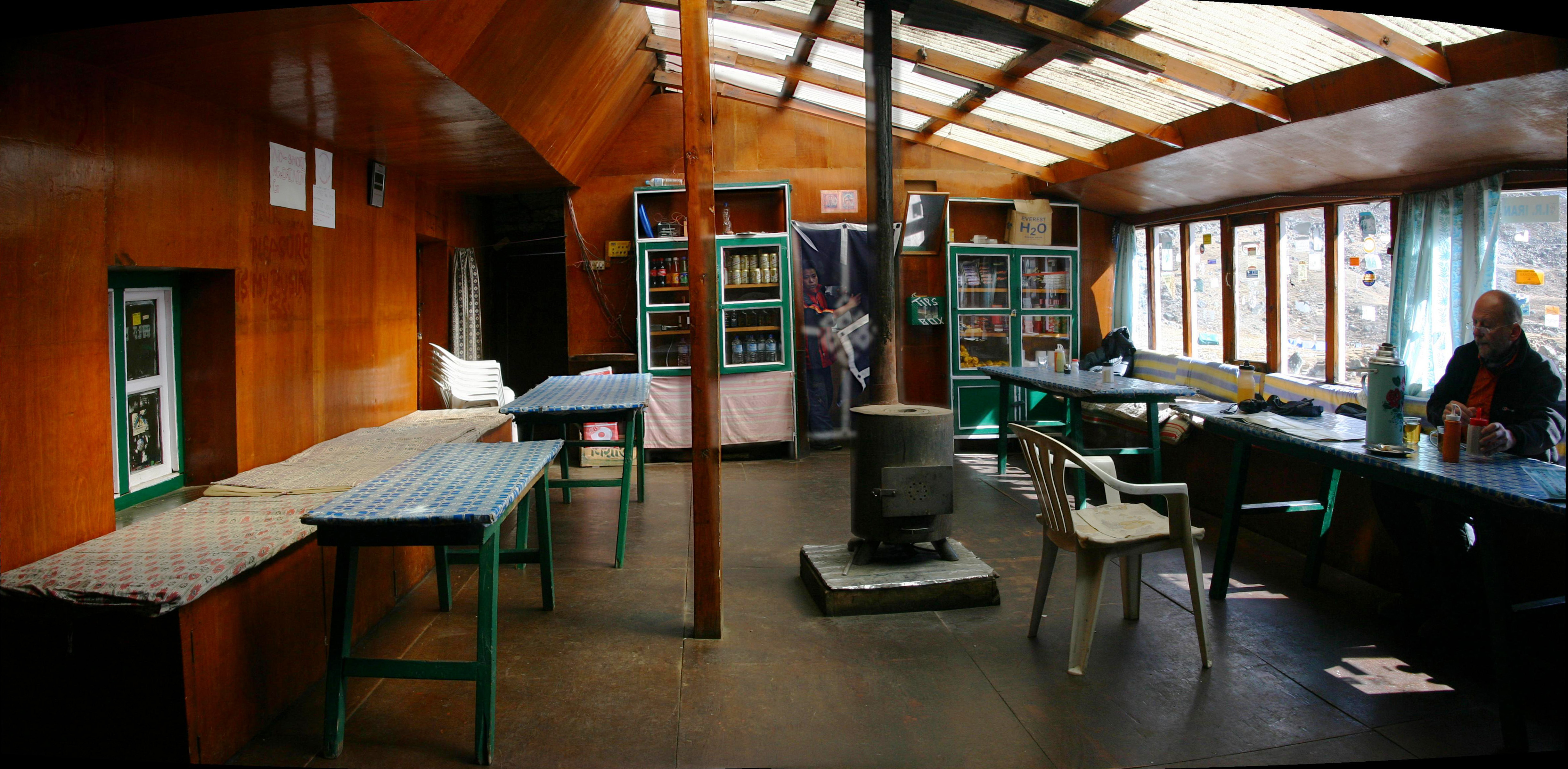
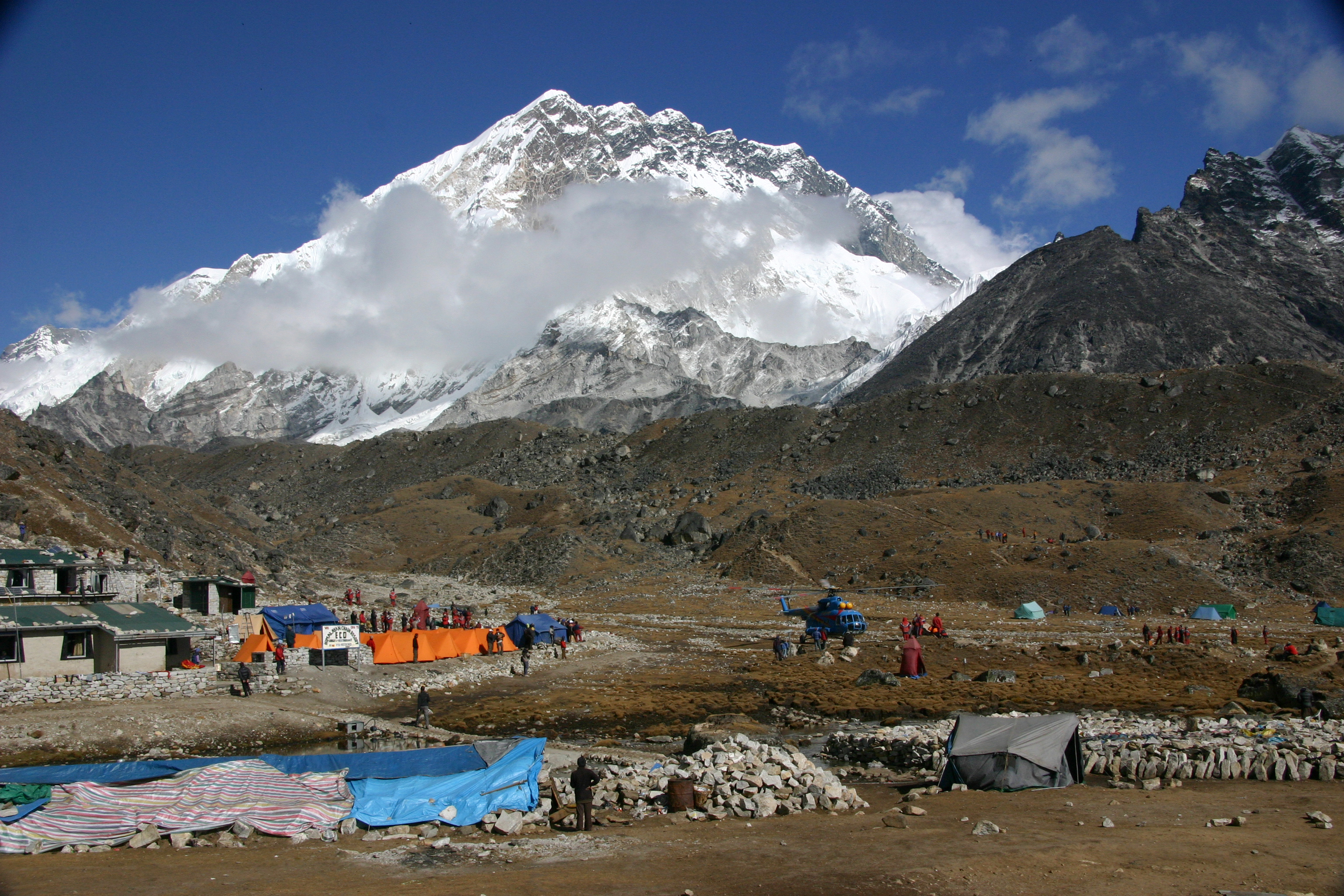
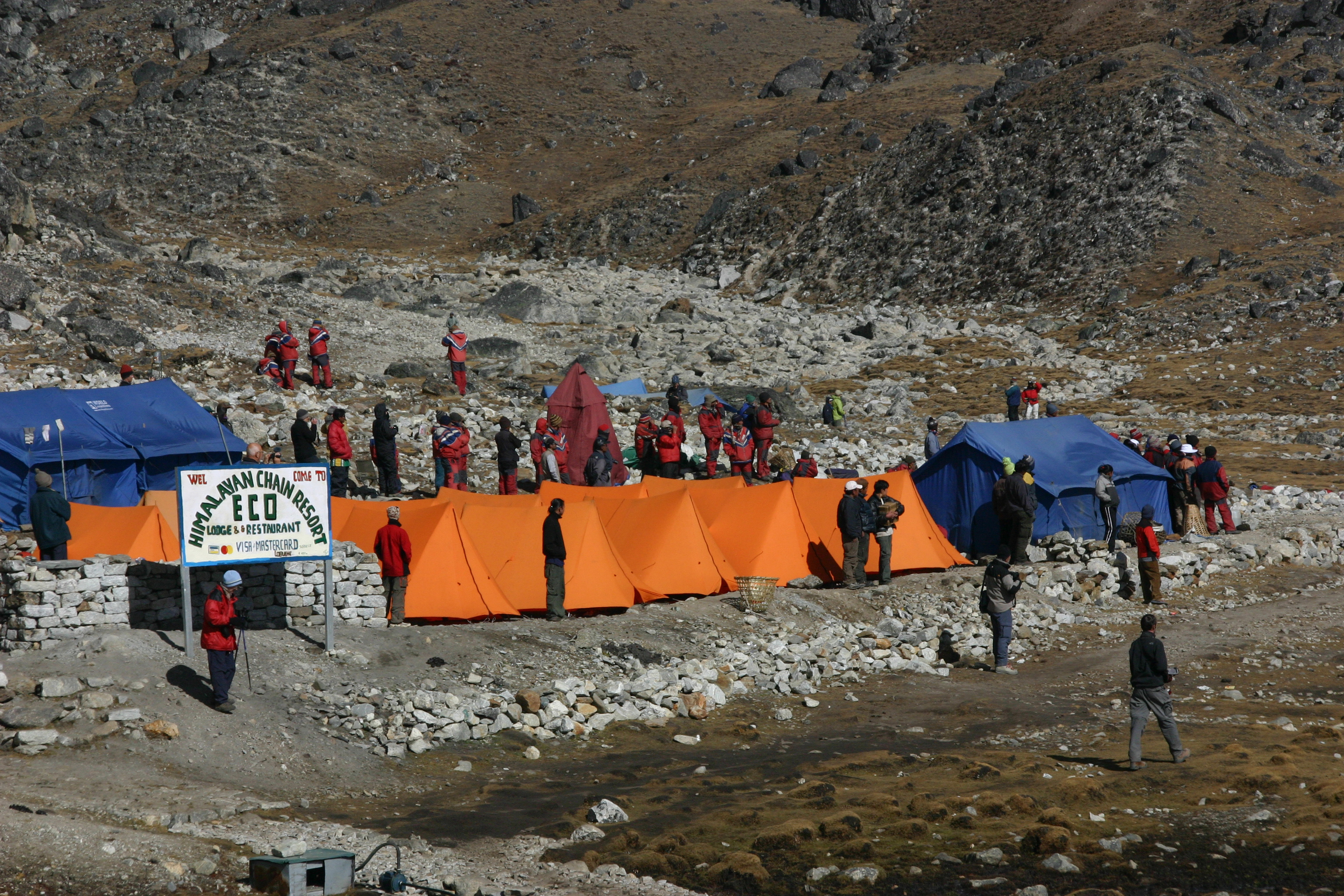

## 資料來源
1. ↑  Nepa Maps (Pvt.Ldt. ), NE517: Everest Base Camp & Gokyo, Kathmandu, Nepal, 2013